# Hydraschema villiersi
Hydraschema villiersi är en skalbaggsart som beskrevs av Lane 1965. Hydraschema villiersi ingår i släktet Hydraschema och familjen långhorningar. Inga underarter finns listade i Catalogue of Life.